# Kadovar

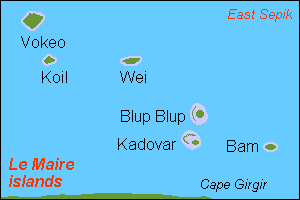
Översiktskarta

Kadovar (även Keruar, tidigare Blosseville-ön) är en ö bland Le Maire-öarna som tillhör Papua Nya Guinea i västra Stilla havet.

## Geografi
Kadovar utgör en del av East Sepik-provinsen och ligger endast cirka 25 km nordöst om Nya Guinea. 
Den glest obebodda ön är av vulkaniskt ursprung och har en area om ca 3 km². Den högsta höjden är på cirka 365 m ö.h.

## Historia
Le Maire-öarna upptäcktes troligen redan 1545 av spanske kapten Ortiz de Retes men föll i glömska och upptäcktes igen 1616 av nederländske Willem Schouten och Jacob Le Maire under deras expedition i Stilla havet.
Under den tyska kolonialtiden tillhörde området Tyska Nya Guinea.
Kadovars invånare evakuerades 1976 till Blup Blup-ön cirka 5 km norrut inför hotet om ett möjligt vulkanutbrott.